# Julia Gersovitz
Julia Gersovitz, née en 1952 à Montréal, est une architecte canadienne spécialisée dans la conservation du patrimoine bâti.
Professeure associée à l'université McGill depuis 1980, elle est connue pour ses projets de restauration de bâtiments historiques et son rôle dans l'architecture patrimoniale au Canada.

## Biographie

### Origines et famille
Julia Gersovitz naît à Montréal en 1952. Ses parents sont Sarah Gammer, enseignante puis artiste-imprimeur, membre de l'Académie royale des arts du Canada et Benjamin Gersovitz, ingénieur civil et professeur à l'université McGill . Elle a un frère aîné et un frère cadet.
Elle est mariée à Mark Boretsky et mère de deux enfants.

### Études
Encouragée par son père, elle entreprend des études d'architecture à l'université McGill, où elle obtient un baccalauréat ès sciences  en 1974 puis un baccalauréat en architecture en 1975. Elle part par la suite aux États-Unis pour se spécialiser en conservation architecturale : elle obtient en 1980 une maîtrise (M.Sc.) en conservation du patrimoine de l'université Columbia à New York.

### Parcours professionnel
Julia Gersovitz commence sa carrière professionnelle comme architecte-conseil au début des années 80. Elle déclare « Mon intérêt pour la conservation du patrimoine est avant tout d’ordre émotionnel, explique-t-elle. Je voyais tous les bâtiments qui étaient démolis les uns après les autres dans les années 1960 et 1970, et je constatais un risque d’extinction de notre patrimoine bâti, auquel j’étais très attachée.  ».
Au début des années 1980, l'un des premiers projets de Julia Gersovitz est la transformation du complexe Maison-Alcan dans le Mille carré doré de Montréal, un secteur qui fait l'objet de ses premières publications. Elle intervient comme architecte du patrimoine pour intégrer des maisons victoriennes dans le nouveau siège social d'Alcan. Elle s'engage ensuite dans la conservation architecturale au Québec et au Canada. Membre du conseil d'administration d'Héritage Montréal de 1987 à 2007, elle est nommée membre à vie de l'organisme en 2013.
En 1983, Julia Gersovitz fonde son propre bureau d'architecture à Montréal. En 1996, ce bureau fusionne avec un groupe d'architectes, Fournier Gersovitz Moss Drolet et associés architectes (FGMDA) qui change de nom en 2016.
En 2020, elle est citée parmi les dix personnalités du secteur patrimonial du Canada.

## Approche et projets notables

### Philosophie de conservation
Julia Gersovitz montre, à travers ses projets de conservation patrimoniale, qu'elle ne met pas en œuvre des restaurations simples ou du façadisme. Selon Christina Cameron, titulaire de la chaire de recherche du Canada en patrimoine bâti à l'université de Montréal, Gersovitz « ajoute[r] des couches compatibles avec l'original, mais qui portent les marques de notre époque  ». Ses projets créent des aménagements fonctionnels qui préservent les traits distinctifs historiques des lieux marquants.

### Projets majeurs
La Maison-Alcan (1980) : à l'encontre des démolitions de bâtiments anciens, ce projet illustre une vision différente de la conservation du patrimoine au Québec qui consiste à intégrer un nouvel édifice et des constructions contemporaines à un ensemble patrimonial formé de résidences victoriennes au sein du Mille carré doré de Montréal,.
Colline du Parlement : Julia Gersovitz dirige des travaux de restauration sur les édifices du Parlement du Canada. Elle travaille, au sein d'un groupement d'architectes, sur le projet de réhabilitation de l'édifice Ouest, qui le transforme pour accueillir temporairement la Chambre des communes du Canada. L'enveloppe extérieure du bâtiment patrimonial datant de 1865 est restauré et l'édifice est surmonté par une verrière contemporaine. Des travaux de rénovation sont réalisés au Centre Block et aux pavillons Est et Ouest.
Des projets de conservation sur des gares historiques : la gare Jean-Talon à Montréal (1999-2000) ; la gare Union de Toronto, un projet amorcé en 2009,.

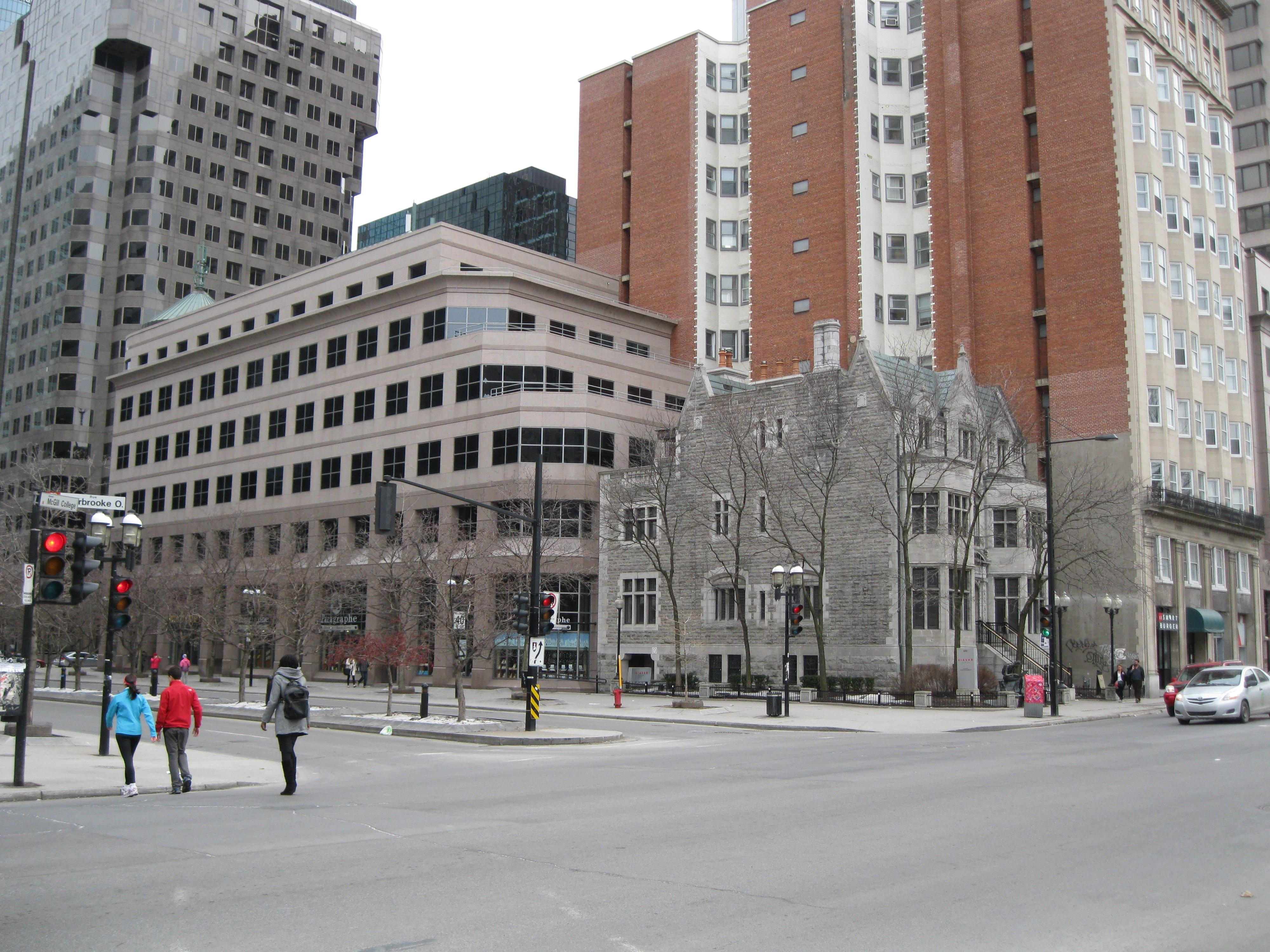
Maison Ultramar - Maison-Alcan, 2013
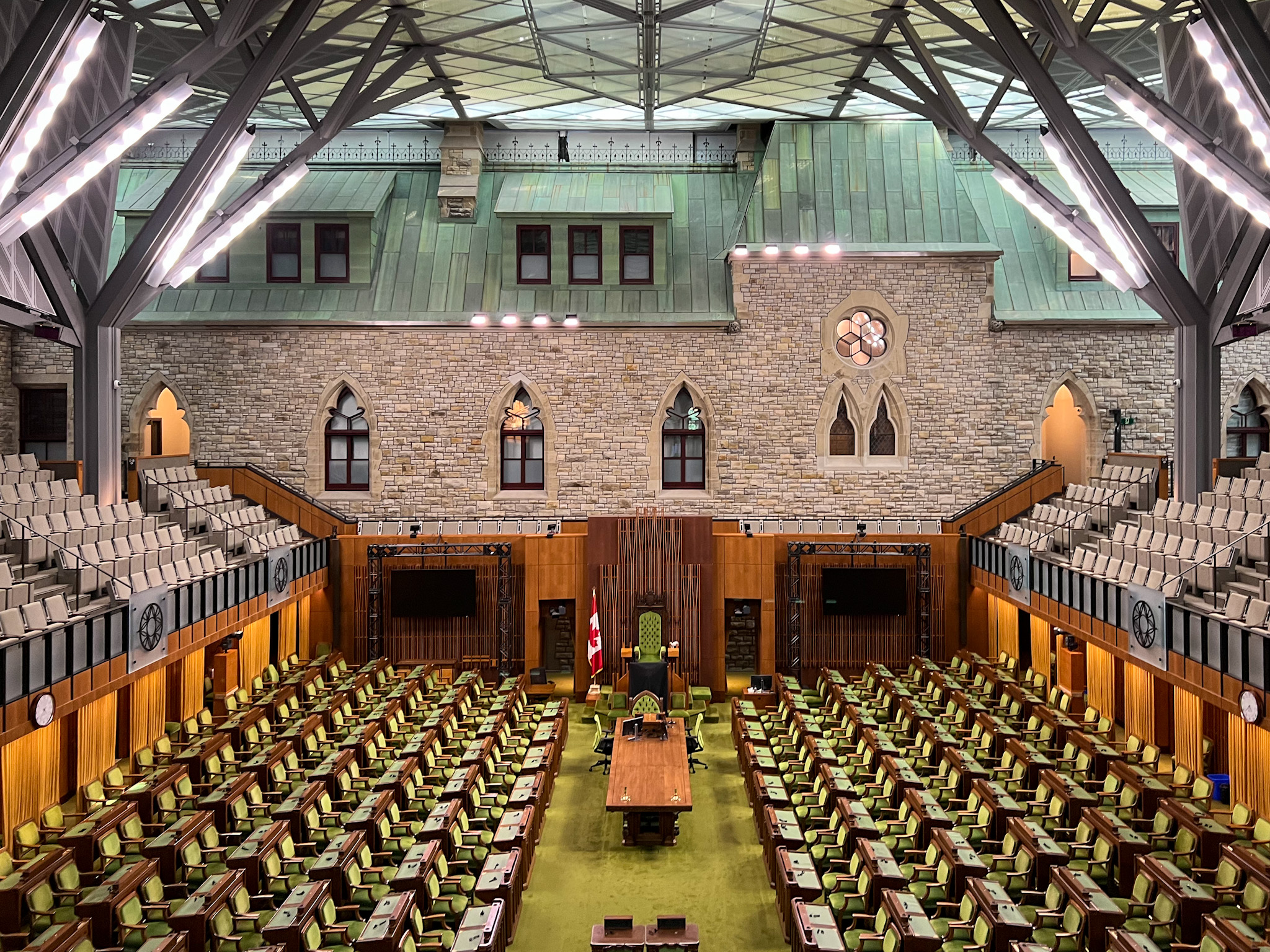
Chambre des communes du Canada, 2022
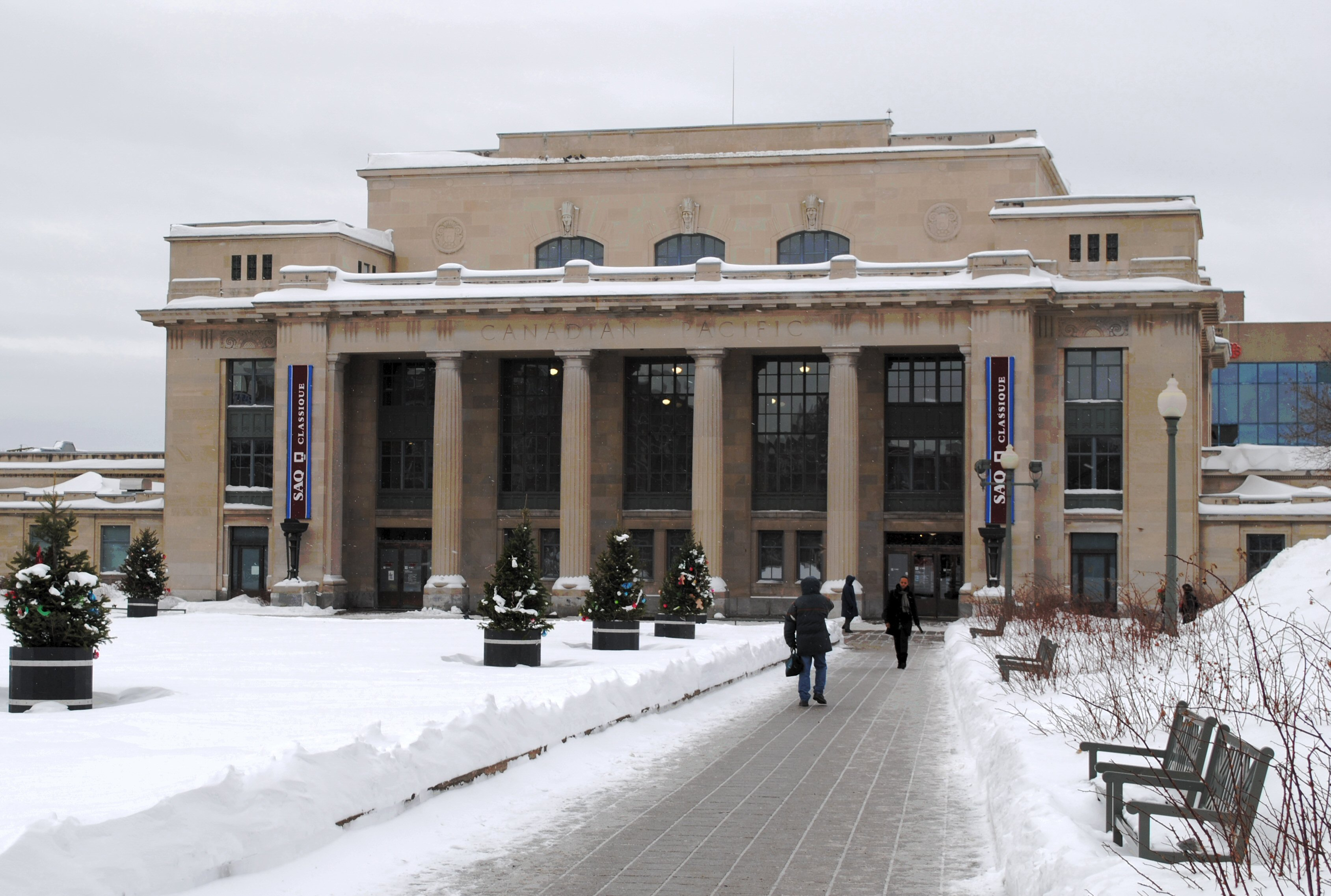
Ancienne gare Jean-Talon du Canadien Pacifique
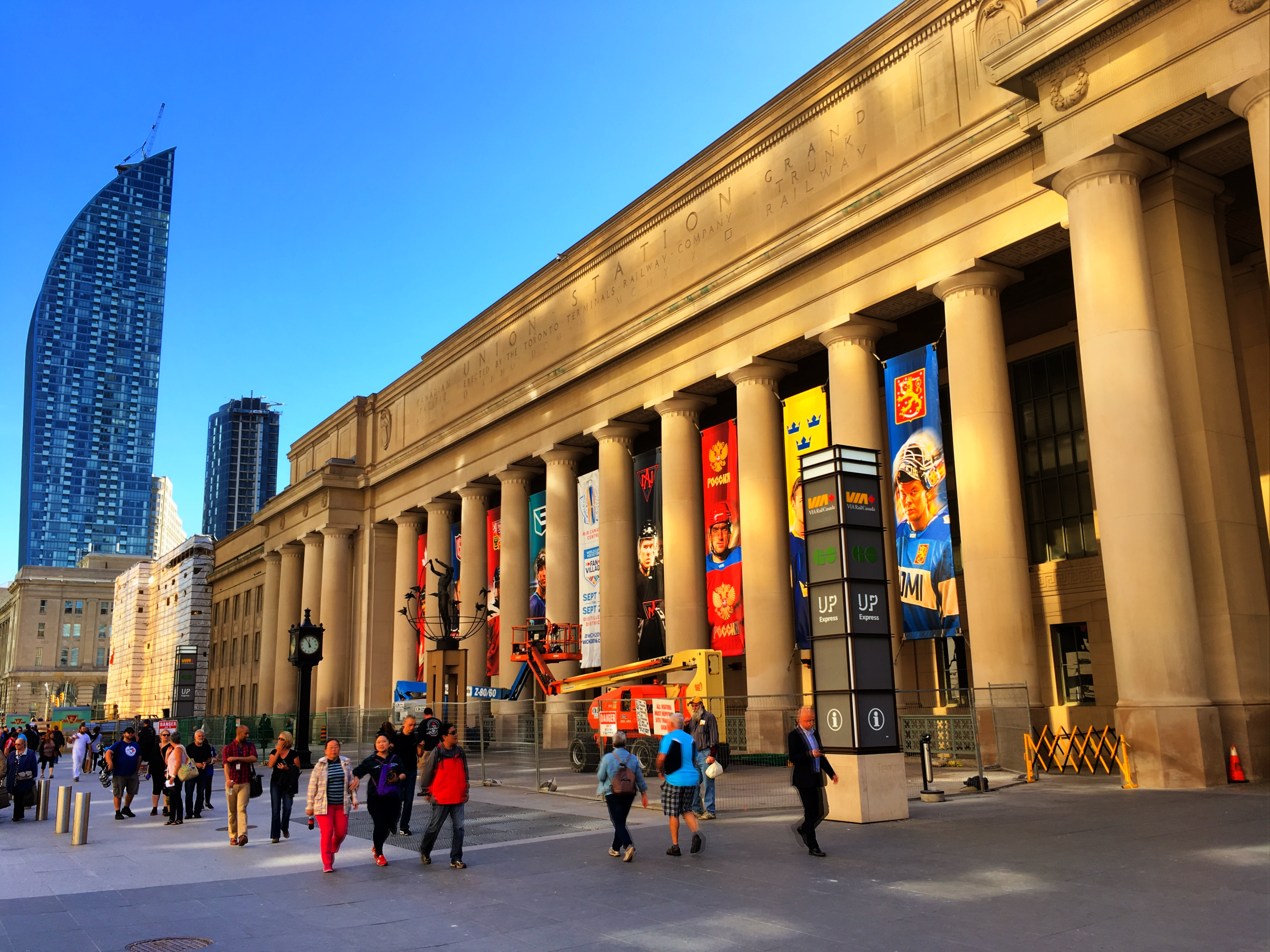
Entrée principale de la gare Union Station, Toronto

## Publications
- (en) « The Square Mile - Montreal 1860-1914 », The Fifth Column, vol. 1, no 4,‎ 1981, p. 8-13 (lire en ligne [PDF]).

- (en) avec Boris Morin-Defoy, Architecture and the Aging dans The Care of the Older Person, CRC Press Taylor & Francis, 2022 (ISBN 9781003344476, lire en ligne).
- (en) Montreal architects 1870-1914, New York, Columbia University, c 1980, 68 p. (lire en ligne).

## Prix et distinctions
- 2024 : médaille du Mérite de l'Ordre des architectes du Québec[5].
- 2018 : Officier de l'Ordre du Canada (O.C.)[11].
- 2016 : prix d'excellence dans la catégorie Conservation Architecture, de l'Association canadienne d'experts-conseils en patrimoine[15].
- 2015 : médaille Gabrielle-Léger pour l'ensemble de ses réalisations en conservation (2015)[4],[16].
- 2014 : Prix Harley J. McKee de l'Association for Preservation Technology International pour ses contributions à la préservation architecturale[14].